# 大平国祐
大平 国祐（おおひら くにすけ）は、戦国時代から江戸時代初期にかけての武将。

## 生涯
大平氏は讃岐国（西讃）の国人。藤原秀郷（俵藤太）の末裔で、藤原氏流近藤氏族。土佐国七国人（土佐七雄）の大平氏とは同族。
天文7年（1538年）、大平国雅の子として誕生。
永禄5年（1562年）4月 土佐吾川郡弘岡城にて長宗我部元親に敗れ、香川之景（信景）を頼り讃岐多度郡中村に入る。後に姫郷を領す。永禄6年（1563年）、善通寺合戦において、斉藤師郷、香川左馬助、香川伊勢守、朝比奈弥太郎、秋山良泰、三野菅左衛門尉などと香川之景の居城・天霧城の守護を担う。元亀3年（1572年） 讃岐姫郷和田村獅子ヵ鼻に築城。本城主となる。
天正元年（1573年）、切山尾藤小四郎（土釜十郎平知重）と合戦。金倉合戦において、大将として香川元春、三野菊右衛門栄久と共に金倉郷に出兵、金倉氏を滅ぼした。天正6年（1578年）、長宗我部元親の讃岐侵攻で獅子ノ鼻城が落城する。天正13年（1585年） 羽柴秀吉の命を受けた讃岐領主・仙石秀久に侍大将として仕える。
天正14年（1586年） 島津氏との戸次川の戦いに讃岐勢として出兵するが敗北、嫡男・国常が家臣・加地又五郎、合田助十郎と共に討死。享年18。天正15年（1587年）頃、城を出て、舎人（家人）の下に身を寄せたと伝う。晩年は真言宗を信仰とも伝う。天正19年（1591年） 和泉国日根郡在部清味という軍書作家が、大平家に取材に来る。
慶長8年（1603年）7月4日、高松槌之戸で入海死去。享年66。辞世の句「石見かた 高津の松の 風折の 却て藤に 懸りけぬかな」。
元和8年（1622年）3月 大平家舎人祐甫が回顧録を残す。

讃岐大平子孫家に伝わる古鏡箱に描かれた家紋（木瓜五鐶に三つ巴）

## 仏教との関わり
天正元年（1573年）、土佐中村普門寺が長宗我部氏により焼かれた際、普門寺の僧・月海が国祐を慕い頼り、観音菩薩像を背負い姫郷を目指す。国祐は天正3年（1575年）4月に大悲谷聖観世音菩薩堂を建立した。天正5年（1577年） 、尊母と共に上洛した帰途、高松槌之戸で遭難の危機に遭う。鵜之足浦に着岸した事により国祐はこれ以後法華経を厚く信仰すると伝わっている。
天正6年（1578年）3月に真言宗の光明山毘盧遮那寺を廃寺とし、5月には法華宗雲風山国祐寺を建立する。10月には日現を境妙国寺より迎えている。天正7年（1579年）、番神宮を建立した。天正8年（1580年）7月、大悲谷観世音縁起が完成する。天正9年（1581年）、国祐寺にて日蓮像入佛供養を行う。天正10年（1582年） 雲風山国祐寺縁起が完成。
国祐死後の宝暦12年（1762年）5月13日、国祐寺十五世・日豊が雲風山国祐寺縁起の写しを作成している（雲風山国祐寺略縁起）。

## 系譜
- 父：大平国雅（備後守、伊賀守、永禄2年（1561年）和泉国久米田陣にて討死、享年39[11]。）
- 母：大西長清[12]の娘・妙春
- 弟：大平国久（近藤国久、出羽守、麻城主）
- 弟：大平国秀（橘城主）
- 室：香川元景の娘・妙通（慶長12年（1607年）3月4日、死去）
- 子
  - 長男：大平主膳（永禄4年（1561年） 生。天正6年（1578年）8月、阿波重清陣にて討死。享年18）
  - 次男：大平国常（永禄12年（1569年）生、 豊後国戸次川陣にて討死）
  - 男子：宥寅（武蔵国増上寺住侶前大僧正）
  - 女子：細川伊予守信之の室
  - 男子：寅瓊（讃岐善通寺住侶権大僧都法印、第三十九代管長）
  - 女子：行司久兵衛の室
  - 男子：宥犠（讃岐観音寺住侶法印）
  - 女子：三好理右衛門の室
  - 男子：国蔵（国祐寺十五世日豊の祖）
  - 男子：大平国慶（丸亀市大平の祖）
  - 男子：教円（善通寺市大平山正覚寺を創立）
  - 男子：大平国則（伊予国吉本氏の祖）
  - 男子：大平国茂（善通寺市吉田大平の祖）
  - 男子：大平貞景（善通寺市中村大平の祖）